# Kiss (gruppo musicale)
I Kiss (spesso reso graficamente come KIϟϟ) sono un gruppo musicale rock statunitense, formatosi a New York nel 1973.
Tra i gruppi musicali più popolari della storia, la formazione originale dei Kiss era composta da: Gene Simmons (basso), Paul Stanley (chitarra e voce), Ace Frehley (chitarra) e Peter Criss (batteria).
Con oltre 150 milioni di copie vendute in tutto il mondo, i Kiss sono unanimemente riconosciuti come una delle formazioni rock più iconiche ed influenti del XX secolo.
All'attivo la band vanta trenta dischi d'oro certificati negli Stati Uniti, oltre a quattordici di platino e tre multi-platino. Secondo quanto riportato dalla RIAA sono il gruppo statunitense ad aver ottenuto il maggior numero di dischi d'oro nella storia.
La formazione originale è inoltre stata fonte di ispirazione per molti altri artisti a venire come Pearl Jam, Megadeth, Foo Fighters, Mötley Crüe, Poison, Bon Jovi, Korn, Soundgarden, Nine Inch Nails e Rage Against the Machine.

## Storia
(L'introduzione di ogni concerto)

### Gli inizi (1972-1973)
I Kiss sono nati dalle ceneri dei Wicked Lester, una band fondata dal bassista di origini israeliane Gene Simmons e dal chitarrista ritmico Paul Stanley a New York. Nel 1972, dopo l'abbandono di quasi tutti i componenti del gruppo (che incisero un album mai pubblicato), Simmons e Stanley decisero di rifondare il gruppo con una nuova formazione. Inizialmente tra i due non c'era una forte simpatia, ma solo una perfetta sintonia in ambito musicale, anche se in seguito Gene dirà che Paul è il fratello che non ha mai avuto. Cercando un batterista, Simmons legge un'inserzione nella rivista musicale Rolling Stone (che, contrariamente a quanto dichiarato, non recita "Batterista disposto a tutto pur di avere successo") pubblicata da Peter Criscuola, un batterista con un passato di membro di band jazz. Simmons risponde all'inserzione e decide di ammettere il batterista (che per l'occasione cambia il proprio nome in Peter Criss) all'interno della band. Durante questo periodo il trio sperimenta il genere musicale da suonare, scegliendo un rock più duro rispetto a quello suonato precedentemente, nonché il proprio modo di presentarsi sul palco durante i concerti, provando diversi tipi di trucco e costumi. Ispirandosi al teatro Kabuki, ogni membro si dipinse il viso di bianco come sfondo ad una rappresentazione di ciò che più lo caratterizza. L'idea iniziale di Simmons e Stanley, per quanto strano possa sembrare, sono i Beatles; ossia creare una gruppo con quattro frontman, ognuno che scriva e canti, così come il celebre quartetto di Liverpool. Tutto ciò avverrà solo in parte e finché non cambierà la formazione originale della band, ma in effetti i Kiss sono uno dei pochi gruppi dove ogni elemento è riconoscibile subito e ognuno di loro ha avuto e ha ancora il suo "seguito" anche al di fuori del gruppo.
Nel 1972 il gruppo (ancora con il nome di Wicked Lester) non riesce inoltre a trovare un accordo con la Epic Records a causa di una lite con il direttore A&R della casa discografica, Don Ellis, che dichiara di odiare il gruppo. Nel gennaio del 1973 Simmons e Stanley tengono alcune audizioni per cercare un chitarrista solista, che trovano nella personalità di Ace Frehley dopo che quest'ultimo ha avuto la meglio su Bob Kulick che stava ormai per entrare nella band. Al provino di Frehley è legato un aneddoto secondo il quale il chitarrista si presentò all'audizione con una scarpa arancione e una rossa mentre Simmons e Stanley stavano parlando con Kulick. Incurante di tutto Frehley attaccò la chitarra all'amplificatore e iniziò a suonare attirando così l'attenzione di Simmons e Stanley che gli fecero eseguire l'assolo di Deuce e lo assunsero. Passate alcune settimane, il gruppo decide, su suggerimento di Stanley, di cambiare il nome in Kiss, adottando un logo (la scritta "KISS" con le "S" a forma di fulmini) che sarà disegnato da Ace Frehley. Tale logo sarà in seguito oggetto di controversie soprattutto in Germania in quanto le due "S" assomigliavano molto, se accostate, al logo delle SS naziste. Per tale ragione, sulle copertine degli album prodotti in Germania le S sono disegnate in modo molto diverso dall'originale, proprio allo scopo di evitare critiche per la somiglianza all'emblema delle SS. Un'altra accusa riguarda il significato del nome: secondo alcuni, KISS sarebbe l'acronimo di Knights In Satan's Service; in realtà, lo stesso Gene Simmons ha smentito in un'intervista questa «voce di corridoio». A ogni modo, tali controversie risulterebbero infondate per varie ragioni, dato che Gene Simmons e Paul Stanley sono entrambi di origine ebraica e le tematiche trattate nelle canzoni riguardano l'ambiente sentimentale e, più o meno esplicitamente, sessuale.
Oltre all'adozione del nuovo nome e del logo, ogni singolo membro creerà le maschere e il trucco facciale che successivamente diverranno marchi di fabbrica dei Kiss. Così Gene Simmons assumerà l'aspetto di un personaggio dalle sembianze da demone (The Demon), Paul Stanley quello del figlio delle stelle (The Starchild, un personaggio amante dall'aspetto androgino e rockstar suprema), Ace Frehley l'aspetto da uomo dello spazio (The Spaceman), mentre Peter Criss quello del gatto (The Catman).

### I primi album (1973-1975)

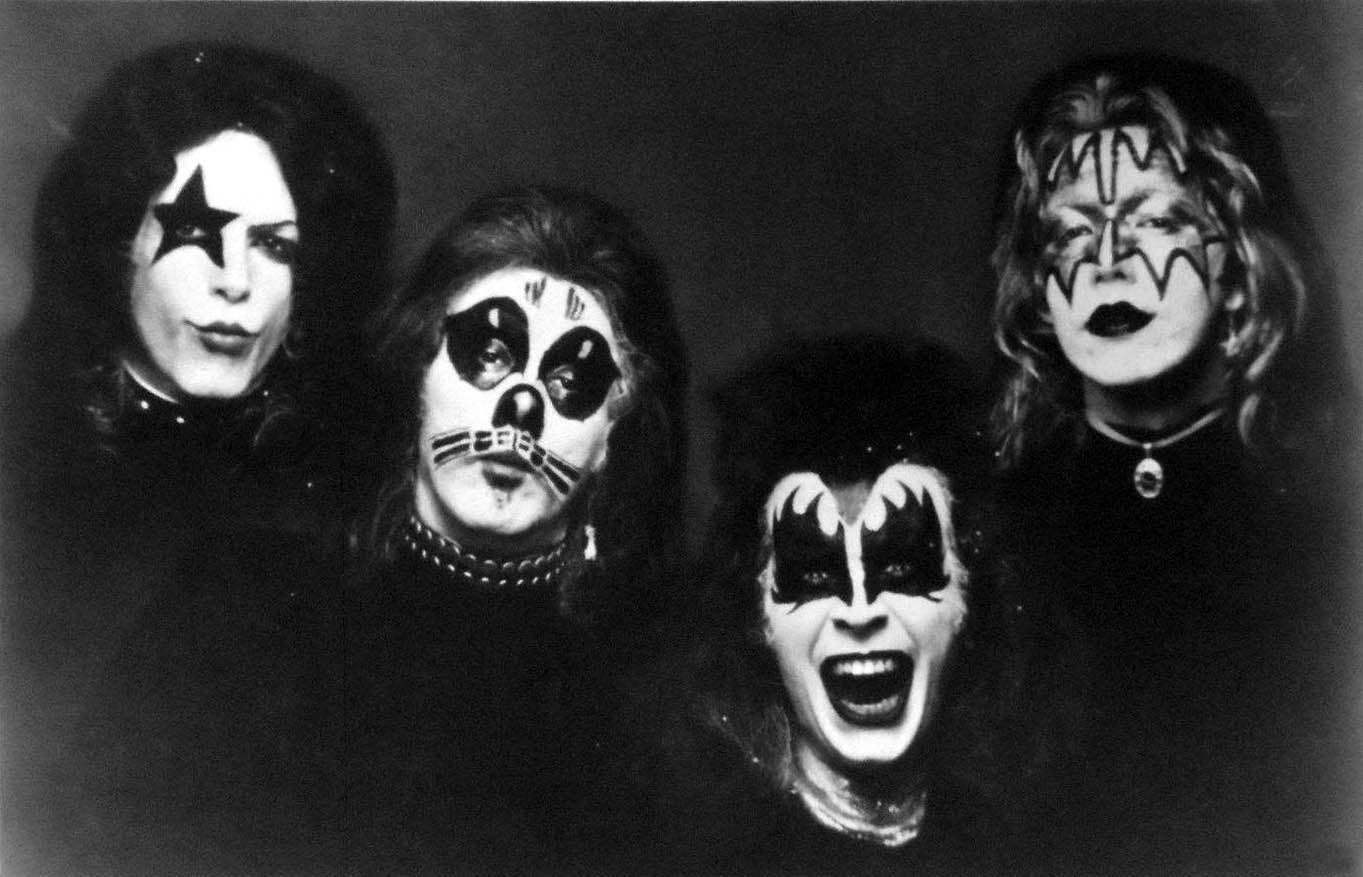
I Kiss nel 1974

Dopo alcune esibizioni dal vivo e la registrazione di alcuni demo-tape, i Kiss firmano nell'ottobre del 1973 un accordo con la casa discografica Emerald City Records, che verrà rinominata in quel periodo Casablanca Records. Alcuni mesi dopo, nel febbraio del 1974, i Kiss fanno il loro esordio discografico con l'omonimo album, lanciato due settimane dopo l'inizio del loro primo tour incominciato a Edmonton in Canada. Il disco è per l'epoca molto hard, ma come molti debutti ha i pregi e i difetti tipici degli album d'esordio, ossia molta freschezza e grinta con una tecnica da affinare; in particolare spiccano l'originalità delle linee del basso che non segue pedissequamente la batteria e il particolare stile di Ace.
Nello stesso periodo i Kiss fanno anche la loro prima apparizione in televisione nella trasmissione Dick Clark's in Concert, mentre il 29 aprile Gene Simmons rilascia la sua prima intervista nel talk-show Mike Douglas Show. Nonostante la grande campagna promozionale, l'album riscuote uno scarso successo (circa 75 000 copie vendute), ma in seguito brani di questo lavoro come Strutter, Cold Gin, Deuce e Black Diamond diverranno molto popolari tra i loro fans.
A Kiss, segue Hotter than Hell (pubblicato il 22 ottobre), caratterizzato da sonorità più cupe del precedente, i cui punti di forza sono Goin' Blind, prima ballad del gruppo, Got to Choose e la title track. Quest'ultimo brano presenta in particolare un testo che inizia a trattare in maniera più esplicita di tematiche sessuali. Lo scarso successo riscosso dall'album spinge il gruppo ad abbandonare il tour e a registrare un nuovo album intitolato Dressed to Kill (pubblicato nel marzo del 1975), dalle sonorità meno distorte che si rivelò un buon successo commerciale e, attualmente, è definito uno dei migliori dischi del gruppo. Da questo album sono estratti pezzi noti come Rock Bottom, She, C'mon and Love Me e Rock and Roll All Nite (quest'ultimo divenuto marchio di fabbrica della band).
Nonostante le vendite basse, i concerti dei Kiss riscossero grande successo. Anche come gruppo spalla ottengono apprezzamenti, grazie ai numeri eseguiti da Gene Simmons come mangiafuoco e sputi di sangue sintetico, chitarre che sparano fumo, e fuochi artificiali, al loro look, caratterizzato da trucco facciale e appariscenti costumi. Si dice che per rendere spettacolari i concerti, i KISS arrivassero a guadagnare poco o niente, per pagare gli effetti speciali. Pian piano si crea un gran seguito di fan che inizierà ad adottare il nome di Kiss Army

### Il successo (1975-1979)

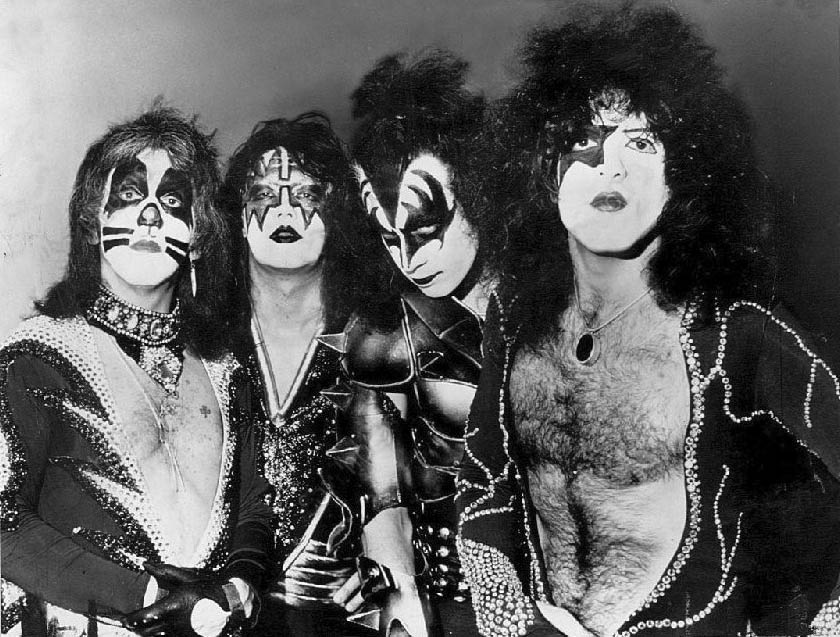
Formazione originale dei Kiss 1976

Dato che le vendite degli album non andava di pari passo con il successo ottenuto dal vivo, il 10 settembre del 1975 i Kiss pubblicarono il loro primo album dal vivo, intitolato Alive!, con il quale riuscirono a raggiungere il successo discografico e che vinse dischi d'oro (portando alla ribalta alcuni brani dei primi tre album, primo fra tutti Rock and Roll All Nite). Tutto ciò accadde nonostante il gruppo, in quel periodo, rischiasse di rescindere il contratto con la casa discografica a causa di problemi economici della stessa. I quattro membri del gruppo non si facevano mai vedere a volto scoperto e questo incrementò enormemente sia la loro fama sia le vendite dei vari gadget firmati con il marchio del gruppo.
Nel marzo del 1976 i Kiss, avvalendosi del famoso produttore musicale Bob Ezrin, pubblicarono l'album Destroyer, caratterizzato da sonorità più dure che in passato, conservando comunque gli aspetti melodici. Esso ottenne un grande successo di vendite ed è definito come uno dei lavori migliori della loro discografia, con singoli come Detroit Rock City, God of Thunder, Shout It Out Loud e la power ballad Beth (che rappresenterà il singolo di maggior successo nella storia dei Kiss negli Stati Uniti d'America), che sono, ancora oggi, i loro cavalli di battaglia e che sono stati reinterpretati da numerosi musicisti.

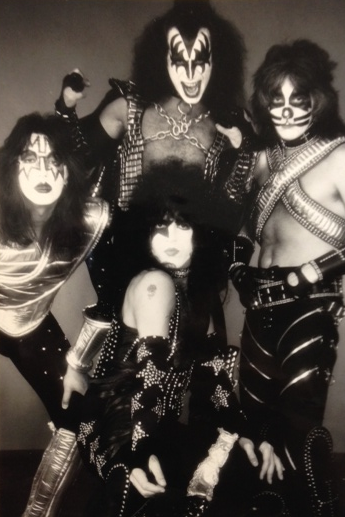
I Kiss nel 1977

I due album successivi, Rock and Roll Over (pubblicato l'11 novembre 1976) e Love Gun (pubblicato il 30 giugno 1977), portano i Kiss a diventare la rock band più popolare negli Stati Uniti al pari degli Aerosmith e in Giappone il loro successo di vendita supera quello riscosso dai Beatles. I Kiss si assicurarono un ulteriore guadagno in denaro grazie ai numerosi prodotti griffati (fumetti, kit per il trucco facciale, bambole, maschere di Halloween e in seguito anche preservativi, bare, pantofole e mutande) con il loro logo, che diviene un marchio registrato. Nel 1977 i Kiss pubblicano il loro secondo album live, intitolato Alive II (premiato al momento del lancio con due dischi di platino). Nel 1978 esce la loro prima raccolta, intitolata Double Platinum.
Nello stesso anno, il gruppo decide di pubblicare simultaneamente un disco solista per ogni membro.
Mentre Paul Stanley e Ace Frehley mantengono il loro stile hard rock con i loro album, Peter Criss segue uno stile più ispirato al R&B, mentre Gene Simmons si esibisce in diversi stili musicali (hard rock, ballate, pop ispirato a quello dei Beatles) e conclude il proprio album con una reinterpretazione della canzone When You Wish Upon a Star facente parte della colonna sonora del film Pinocchio. Gli album riscossero un successo inferiore rispetto a quello dei due precedenti. Alla fine del 1978 i Kiss fecero il loro esordio cinematografico con Kiss Meets the Phantom of the Park, film tv prodotto per la NBC da Hanna-Barbera dal quale fu ricavata anche una versione teatrale intitolata Attack Of The Phantoms.
Il 23 maggio del 1979 i Kiss pubblicarono l'album Dynasty, con il quale raggiunsero il successo mondiale grazie soprattutto alle hit I Was Made for Lovin' You e Sure Know Something. L'album presenta tuttavia delle sonorità rasenti la musica disco (che allora era la musica più in voga e I Was Made for Lovin' You fu un brano molto trasmesso nelle discoteche in quegli anni), il che disorientò alcuni vecchi fan abituati alle sonorità hard rock degli album precedenti, in favore di quelli del genere disco. Ace Frehley, in un'intervista, decretò quel periodo come l'inizio della crisi della band, anche se Dynasty fu un successo oltre ogni aspettativa.

### Il declino e la ripresa (1979-1982)
Nonostante il gruppo abbia raggiunto il successo mondiale, proprio nel 1979 incomincia il declino della formazione originale. Già prima delle registrazioni di Dynasty, il produttore dell'album Vini Poncia suggerì di sostituire Peter Criss con Anton Fig nelle registrazioni dell'album, a causa del pessimo stato di Criss causato dall'abuso di droghe e da un incidente stradale. Criss suonerà solamente in una traccia su nove (Dirty Livin') nell'LP.
Nell'ottobre del 1979 il gruppo comincia a perdere popolarità negli Stati Uniti dopo una lite in diretta televisiva causata da Ace Frehley che si presentò completamente ubriaco al Tom Snyder Show. Celebre la domanda "tu dovresti essere lo Spaceman, giusto?" a cui Ace rispose "No, in realtà sono un idraulico". Gene risultò evidentemente contrariato dal comportamento del collega che si era dato agli eccessi non solo in privato ma anche in pubblico e sul palco. Il 16 dicembre del 1979, data dell'ultimo concerto del Dynasty Tour, è anche l'ultima apparizione in concerto di Peter Criss come membro dei Kiss prima della riunione. L'ultima apparizione del batterista con il gruppo sarà invece quella nel video promozionale del brano musicale Shandi che sarà incluso nell'album Unmasked, uscito il 20 maggio del 1980. Come già nell'album Dynasty, le parti di batteria sono suonate da Anton Fig, sebbene Peter Criss sia raffigurato nella copertina e accreditato come batterista. Unmasked continua lo stile pop-disco dell'album precedente senza ottenerne lo stesso successo, e si aliena sempre di più le simpatie del pubblico hard rock.
Nel giugno del 1980 entra ufficialmente a far parte della formazione del gruppo il batterista Eric Carr che apparirà nei concerti e nelle copertine degli album con una maschera e un trucco che hanno l'aspetto di una volpe (The Fox). Nel 1981 i Kiss pubblicano l'album Music from "The Elder" avvalendosi della produzione di Bob Ezrin e della preziosa collaborazione di Lou Reed. Il disco, che doveva essere la colonna sonora di un film mai prodotto, è un album sperimentale molto lontano dallo stile classico dei Kiss (sono presenti infatti strumenti mai usati dal quartetto come sintetizzatori, corni medievali e archi), ed è l'album che registrò meno vendite della carriera del gruppo. In realtà l'album è musicalmente il più impegnativo del gruppo e infatti negli ultimi anni alcuni brani sono stati riproposti dal vivo, come A World Without Heroes e Just A Boy; i Kiss producono anche una cover di Only You di Doro Pesch, presente in un tribute album (A Tribute to the Creatures of the Night) del 2003.
Il fallimento commerciale dell'album fece prendere ai Kiss la decisione di non intraprendere nessun tour limitandosi solo ad alcune apparizioni in TV, tra cui una al Festival di Sanremo del 1982 in qualità di ospiti stranieri. Per quell'occasione i Kiss si esibirono in collegamento via satellite da New York assieme ad altri personaggi della musica come Bee Gees, Village People e Van Halen. Quell'esibizione è nota perché per la prima volta nella loro storia i Kiss si sono esibiti senza un componente, in quell'occasione era Ace Frehley.

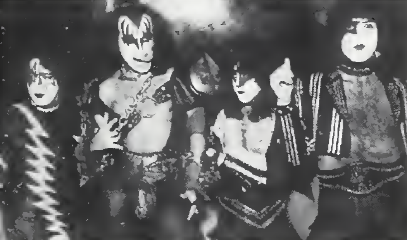
I Kiss si esibiscono in Creatures of the Night

Nel giugno del 1982, Ace Frehley decise di allontanarsi dal gruppo sia a causa di dissidi con Simmons e Stanley (era stato infatti obbligato a partecipare a Music from "The Elder" nonostante avesse espresso il suo disaccordo sul progetto), sia a causa delle sue dipendenze con alcool e droghe. Come rimpiazzo di Frehley fu inizialmente scelto Bob Kulick che sostituì il chitarrista in maniera provvisoria fino a dicembre, quando fu ingaggiato in maniera ufficiale Vinnie Vincent.
Durante il periodo della ricerca di un nuovo chitarrista, i Kiss ricevettero diverse proposte, tra cui quella di Adam Bomb, che volò a Los Angeles per suonare alcuni brani col gruppo ma venne poi scartato. Altro musicista che si presentò alle audizioni senza successo fu Punky Meadows, ex chitarrista degli Angel, gruppo celebre negli anni 70 per essere stato una sorta di rivale degli stessi Kiss. Inoltre pare fosse stata rifiutata una proposta di Eddie van Halen, allora in tensione con David Lee Roth.
Vincent apparirà con il trucco e il costume di un guerriero egiziano (The Warrior) solamente nei tour e mai nelle copertine degli album, che invece continuarono a ritrarre Frehley nonostante avesse già abbandonato la band. I due album successivi all'abbandono di Frehley si intitolano Killers (una raccolta di brani non pubblicata negli Stati Uniti con 4 tracce inedite), e Creatures of the Night. Quest'ultimo album (che mostra in copertina ancora Ace Frehley) venne pubblicato nell'ottobre del 1982. Questo disco non viene subito accolto calorosamente dai fan all'inizio (forse a causa della perdita di fiducia per le ultime due uscite fallimentari) e si tradurrà all'inizio in un parziale insuccesso commerciale. Con il tempo, l'album viene però rivalutato anche perché segna il ritorno da parte dei Kiss a sonorità più pesanti, dovuto all'apporto di Vinnie Vincent (che suona in gran parte dei brani) e di Eric Carr. Dall'album spiccano pezzi come Creatures of the Night, I Love It Loud, I Still Love You e War Machine, brani che i Kiss suonano spesso dal vivo.

### L'epoca Pop metal (1983-1989)

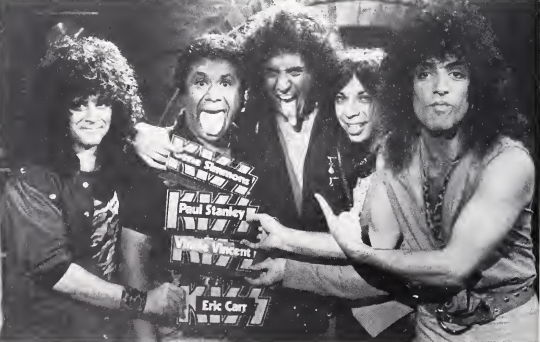
I Kiss nel 1983

Nel settembre del 1983 i Kiss sono apparsi su MTV per la prima volta senza il trucco e i costumi che li avevano caratterizzati fino ad allora, in concomitanza con la pubblicazione del loro nuovo album intitolato Lick It Up, premiato con il disco di platino. Con questo disco, i Kiss hanno intrapreso un nuovo percorso musicale, incorporando elementi pop metal (genere molto in voga negli anni ottanta di cui i Kiss furono tra i principali precursori).
Tuttavia, alla fine del tour seguente all'album, Vinnie Vincent se ne andò per forti attriti con Simmons e Stanley. Simmons dichiarò che venne cacciato a causa del suo comportamento immorale. In realtà Vincent non voleva sottostare più di tanto al protagonismo della coppia Simmons/ Stanley, specialmente avendo firmato molti brani degli ultimi due LP. Più tardi, nel 1986, il chitarrista ha chiesto il risarcimento di sei milioni di dollari per diritti d'autore negati su alcuni brani, ma perse la causa e non ricevette nulla. Mark St. John è stato reclutato come sostituto, suonando quasi tutte le parti di chitarra ritmica e solista nell'album Animalize, pubblicato nel settembre del 1984 e album dei Kiss più venduto del decennio. Il primo singolo estratto dal disco è Heaven's On Fire unico video del gruppo in cui appare Mark St. John. L'album è un successo a cui si legano anche un tour mondiale e diverse apparizioni televisive, tra le quali il primo concerto trasmesso e curato integralmente da MTV. Durante le prove dell'Animalize world tour, Mark St. John ha abbandonato il gruppo a causa di problemi di salute, avendo contratto la Sindrome di Reiter: il suo posto venne preso da Bruce Kulick, fratello di Bob, che sarebbe dovuto entrare come chitarrista nel gruppo nel 1973 prima che arrivasse Frehley. Nonostante i continui cambiamenti della formazione, i Kiss durante questo periodo ritrovano, almeno negli Stati Uniti, il successo, anche se inferiore a quello degli anni settanta.

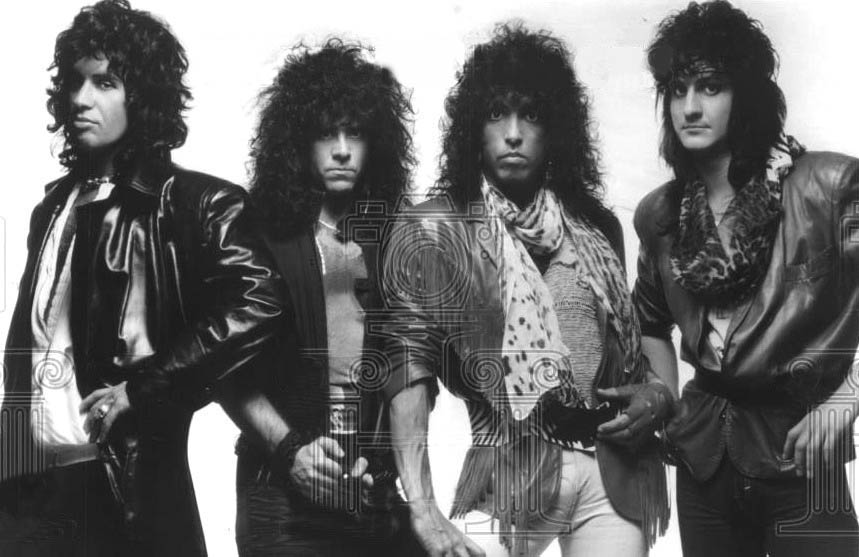
La formazione nel 1984

Con la nuova formazione, i Kiss incidono altri tre album, tutti premiati con dischi di platino). Il primo, Asylum, pubblicato nel 1985, presenta dei brani dalle sonorità potenti accostati con altri più melodici e da "airplay", come Tears Are Falling, uno dei singoli più noti del disco. Vengono in seguito pubblicati il più commerciale Crazy Nights (1987), con il singolo Crazy Crazy Nights che raggiunge il numero quattro nella classifica dei singoli britannica e, infine, la raccolta Smashes, Thrashes & Hits (1988), che presenta due inediti più una versione di Beth cantata da Eric Carr.
Nel 1989 esce Hot in the Shade, album dalla struttura musicale elaborata, il cui singolo Forever (scritto da Stanley in collaborazione con Michael Bolton) raggiunge il numero otto della classifica, migliore posizione dal 1979 e ultimo singolo, finora, dei Kiss nella Top 10. Nel video di Rise To It, tratta dall'album, compaiono alla fine del brano per una decina di secondi, in un ipotetico flashback del '75, Stanley e Simmons col make-up. La cosa mise in agitazione molti vecchi fan, ma bisognerà aspettare altri sette anni per rivederli insieme e truccati dal vivo.

### Il nuovo percorso (1990-1995)
Per il loro primo album degli anni novanta i Kiss decidono di assumere di nuovo Bob Ezrin come produttore e si apprestano nella lavorazione di un nuovo disco, Revenge. L'attività del gruppo subisce una battuta d'arresto nel marzo del 1991, quando viene diagnosticato un cancro al cuore al batterista Eric Carr. Nonostante un intervento chirurgico il cancro si espande ai polmoni rendendo così necessaria una chemioterapia che lo avrebbe fatto guarire in breve tempo. Tuttavia, a due mesi dalla guarigione, a settembre, il batterista viene ricoverato per due emorragie cerebrali. Eric Carr muore il 24 novembre, lasciando un vuoto sia all'interno del gruppo che tra i fans.
Passato lo shock della sua scomparsa, i Kiss sostituiscono Carr con Eric Singer (batterista con un passato di militanza in altri gruppi heavy metal come i Black Sabbath e Badlands). Con la nuova formazione, avvalendosi della collaborazione dell'ex chitarrista Vinnie Vincent nella stesura dei testi, i Kiss pubblicano nel maggio del 1992 l'album Revenge, caratterizzato da sonorità prettamente heavy metal e accolto bene dal pubblico. All'album segue il Revenge Tour, le cui registrazioni sono incluse nell'album Alive III, pubblicato nel 1993.
Nel 1995 i Kiss organizzano il Worldwide Kiss Convention Tour, durante il quale si esibiscono cover band e in cui vengono allestite delle mostre in cui vengono esposti diversi oggetti e strumentazioni. Durante la prima data del tour (17 giugno), la band tiene un'esibizione dal vivo nella quale compare come batterista Peter Criss, che aveva lasciato il gruppo nel 1980.
Il 9 agosto dello stesso anno i Kiss si esibiscono allo show televisivo MTV Unplugged (dal quale sarà ricavato anche l'album Kiss Unplugged) nella loro formazione corrente (Kulick, Singer, Simmons e Stanley) con in più Peter Criss e Ace Frehley che si aggiungeranno agli altri nel corso dello spettacolo. Questa apparizione aumenta le certezze per un ritorno alla formazione originale, tuttavia Simmons e Stanley registrano un nuovo album (intitolato Carnival of Souls: The Final Sessions che sarà tuttavia pubblicato solo nel 1997) ancora con Kulick e Singer. L'album evidenzia sonorità molto distanti dal classico stile del gruppo, tramite l'incorporazione di elementi grunge ed elettronici irrobustendo ancor di più la loro musica. Questo tentativo di innovazione, tuttavia, si tradusse in un fallimento commerciale ed è considerato come uno dei punti più bassi della discografia dei Kiss.

### Ritorno in scena (1996-2003)
Il 28 febbraio del 1996 i Kiss si ripresentano con la loro formazione originale in occasione della trentottesima edizione dei Grammy Awards. Sono introdotti dal rapper Tupac Shakur che pronunciò le seguenti parole:
In occasione della riunione i Kiss ritornano anche all'uso del trucco facciale e dei travestimenti, abbandonati nel 1983. Il 16 aprile dello stesso anno, in una conferenza stampa trasmessa in simultanea in cinquantotto Paesi, il gruppo annuncia un tour con la formazione originale. Il 28 giugno i Kiss tengono il loro primo concerto del tour (intitolato Alive/Worldwide Tour) nel Tiger Stadium di Detroit, seguito da altri centonovantadue spettacoli (tra i quali una data italiana il 18 dicembre 1996 a Milano al Forum di Assago). Durante questo tour, la presenza di Peter Criss è tuttavia discontinua a causa di alcuni problemi muscolari accusati dal batterista, che inducono il gruppo a sostituirlo con dei batteristi di sessione appositamente truccati per assomigliare a Criss.
Il tour è un successo senza precedenti, con un incasso finale che risulterà il più alto registrato sia durante l'anno sia nella storia del gruppo. Vengono venduti milioni di gadget, i Kiss appaiono sulle copertine delle più famose riviste rock, seguono centinaia di apparizioni televisive e la popolarità della band torna alle stelle.

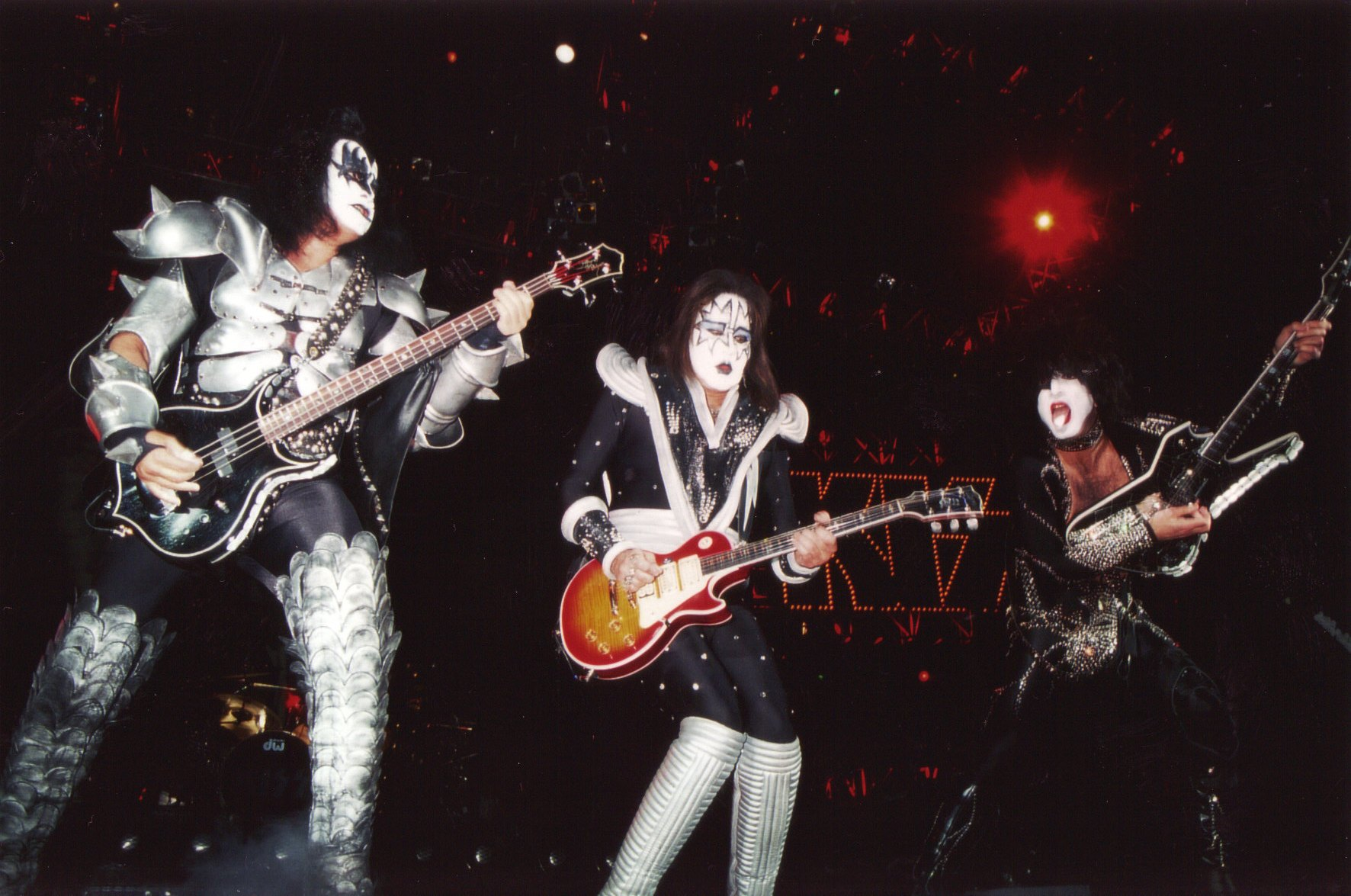
I Kiss al Psycho Circus Tour, Parigi 1999

Nel settembre del 1998 viene pubblicato Psycho Circus, primo e unico album in studio registrato con la formazione originale dopo il 1977. Tuttavia, come già accaduto nei primi album degli anni ottanta, Psycho Circus è stato registrato con musicisti di sessione non accreditati e con la formazione incompleta: Peter Criss suona infatti soltanto in una traccia (in quelle restanti suona il batterista di sessione Kevin Valentine) e Ace Frehley in due (nelle altre suonano invece l'ex membro Bruce Kulick e\o il futuro membro Tommy Thayer). Il 31 ottobre 1998 i Kiss iniziano lo Psycho Circus Tour partendo dal Dodger Stadium di Los Angeles. La prima data viene trasmessa in simultanea dalle radio statunitensi e diviene il primo concerto della storia in cui sul palco vengono utilizzati effetti visivi in tre dimensioni.
Nel 1999 i Kiss vengono introdotti nella Hollywood Walk of Fame (nella categoria Record Industry), e appaiono nel film a loro dedicato Detroit Rock City. Nello stesso anno il gruppo lavora con la World Championship Wrestling per mettere in scena un wrestler ispirato al gruppo chiamato The KISS Demon che avrebbe dovuto assomigliare a Gene Simmons. Il gruppo avrebbe dovuto anche suonare il brano God of Thunder live durante la prima apparizione del personaggio, ed esibirsi il 31 dicembre dello stesso anno durante lo show New Devil's Eve. Tuttavia il progetto fallisce un mese dopo a causa di problemi finanziari da parte del presidente della WCW Eric Bischoff.
Nel febbraio del 2000 i Kiss annunciano che avrebbero intrapreso un tour intitolato Kiss Farewell Tour, dove avrebbero suonato per l'ultima volta nella loro formazione originale. Il tour si prolungherà in seguito fino al 2001 aggiungendo delle date in Australia e in Giappone. Tuttavia, nei primi mesi del 2001, poco prima dell'inizio della tappa giapponese, Peter Criss abbandona la formazione perché insoddisfatto del suo contratto. I Kiss proseguono quindi il Farewell Tour con il loro ex batterista Eric Singer truccato come Peter Criss, creando il malcontento tra i fan della vecchia guardia.

### Fino al 2016
A febbraio 2003 i Kiss, coadiuvati dall'orchestra sinfonica di Melbourne, registrano al Docklands Stadium il loro quinto album live KISS Symphony: Alive IV, che sarà pubblicato nell'estate dello stesso anno. Durante questo concerto, compare per la prima volta Tommy Thayer come chitarrista solista al posto di Ace Frehley. Quest'ultimo aveva infatti abbandonato la band dopo l'ultima data del Farewell Tour. I Kiss (con Peter Criss ritornato nella formazione) intraprendono in quello stesso anno il World Domination Tour, assieme agli Aerosmith, che alla fine risulterà essere il settimo tour più seguito dell'anno. Sempre nel 2003, su richiesta di Johnny Ramone, partecipano alla creazione di un album tributo ai Ramones, We're a Happy Family, suonando la canzone Do You Remember Rock 'n' Roll Radio?.
Nel marzo del 2004 Simmons e Stanley non rinnovano il contratto a Peter Criss che abbandona quindi il gruppo favorendo il ritorno di Eric Singer. Nell'estate dello stesso anno i Kiss intraprendono il Rock the Nation Tour (da cui sarà ricavato anche un DVD pubblicato il 13 dicembre 2005), nel quale durante i concerti si può notare una certa staticità da parte di Paul Stanley, che si muove poco sul palco a causa di alcuni problemi all'anca, che lo costringeranno a sottoporsi ad alcuni interventi chirurgici.
Con il Rising Sun Tour del 2006, la band torna di nuovo a suonare in Giappone, con la formazione Simmons, Stanley, Thayer e Singer. Nella scaletta della tournée giapponese vengono suonati brani mai o raramente eseguiti dal vivo come Kissin' Time (presente nel primo album della band) e Love'em Leave 'em (presente nell'album Rock and Roll Over del 1976). Il 31 ottobre dello stesso anno viene pubblicato il cofanetto DVD Kissology Volume One: 1974-1977, che secondo le dichiarazioni di Gene Simmons, dovrebbe essere il primo di una serie di dieci DVD contenenti filmati inediti e interviste. Nel gennaio del 2007 il DVD sarà premiato quintuplo disco di platino.

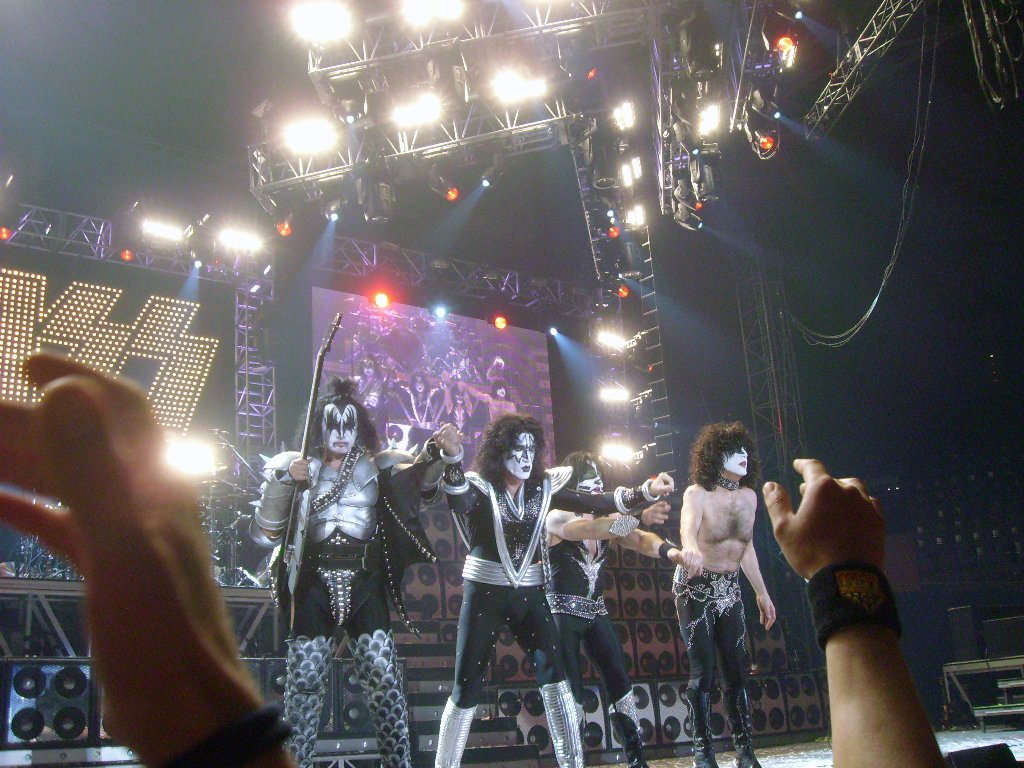
I Kiss durante la data di Stoccolma del Kiss Alive/35 World Tour

Il 5 aprile del 2007 Mark St. John, chitarrista che aveva militato nella band per pochi mesi nel 1984 prima di essere licenziato per motivi di salute, muore per un'emorragia cerebrale. Nel luglio del 2007 i Kiss partono per un nuovo tour intitolato Hit'n Run, costituito da sole quattro date negli Stati Uniti, nelle quali propongono anche il brano All American Man, proveniente dall'album Alive II, mai suonato dal vivo. Nel concerto fissato per la data del 27 luglio i Kiss, per la seconda volta nella loro storia, suonarono solamente in tre (la prima volta accadde nel 1982 in occasione dell'esibizione per il Festival di Sanremo, in cui mancava Ace Frehley) a causa di un'indisposizione di Paul Stanley (era stato colpito da una tachicardia).
Il 14 agosto del 2007 viene pubblicato il secondo cofanetto DVD Kissology Volume Two: 1978-1991, che il 25 ottobre dello stesso anno viene premiato con il disco di platino. Durante la premiazione è stata inoltre annunciata la data di pubblicazione del terzo cofanetto Kissology Volume Three: 1992-2000 contenente quattro DVD, avvenuta il 18 dicembre 2007. Il 30 gennaio 2008 viene annunciato da Paul Stanley il Kiss Alive/35 World Tour le cui date vengono successivamente confermate il 12 febbraio. Il tour segna il ritorno del gruppo in Europa dopo nove anni di assenza e include anche due date in Italia: il 13 maggio all'Arena di Verona e il 24 giugno al Mediolanum Forum di Milano.
Sebbene in un'intervista del febbraio 2008 Gene Simmons avesse dichiarato che il gruppo non avrebbe più pubblicato nuovo materiale in studio perché sarebbe finito in rete gratuitamente, nel novembre del 2008 lo stesso Simmons ha annunciato che il gruppo sarebbe tornato in studio dopo undici anni per registrare un nuovo disco la cui uscita, inizialmente prevista per settembre 2009, è stata posticipata al 6 ottobre dello stesso anno.
Nell'agosto 2009 la band annuncia che il nuovo album si intitolerà Sonic Boom, che consisterà in un cd di inediti, uno con i classici della band riregistrati con la formazione attuale e un bonus DVD live in Argentina del 2009. Il 17 agosto è pubblicata sul web la copertina ideata da Michael Doret (già autore della reinterpretazione di Rock And Roll Over) e una preview del nuovo singolo Modern Day Delilah. Il 25 settembre 2009 i Kiss si esibiscono presso il Cobo Hall di Detroit per l'ultima volta prima della sua demolizione.
Nella prima settimana di ottobre del 2009, Sonic Boom viene pubblicato in Europa e USA (rispettivamente il 2 ottobre in Italia, il 5 ottobre in Europa e il 6 ottobre negli Stati Uniti), a ben undici anni di distanza dall'ultimo album in studio, Psycho Circus. L'album è stato interamente prodotto da Paul Stanley in collaborazione con Greg Collins, sotto le etichette Universal e Roadrunner. Il disco è formato da due cd, uno contenente le undici tracce inedite e l'altro i maggiori successi dei Kiss reincisi in studio dalla nuova formazione, oramai stabile dal 2003 a oggi.

Il 24 maggio 2011 i Kiss vanno in diretta su un programma americano visibile anche da internet e tramite la Chat Ortsbo riescono a comunicare in diretta con i loro fan in tutte le lingue del mondo: grazie a Ortsbo i Kiss entrano nel "Guinness World Record". Nel giugno 2011 è stata pubblicata la prima biografia in italiano intitolata Kiss. Le maschere del rock che contiene, tra l'altro, una dettagliata cronologia dell'attività del gruppo. Successivamente i Kiss annunciano un nuovo album intitolato Monster, pubblicato il 9 ottobre 2012 in Europa e pochi giorni dopo nel resto del mondo. Nel dicembre dello stesso anno annunciano il "Monster World Tour".

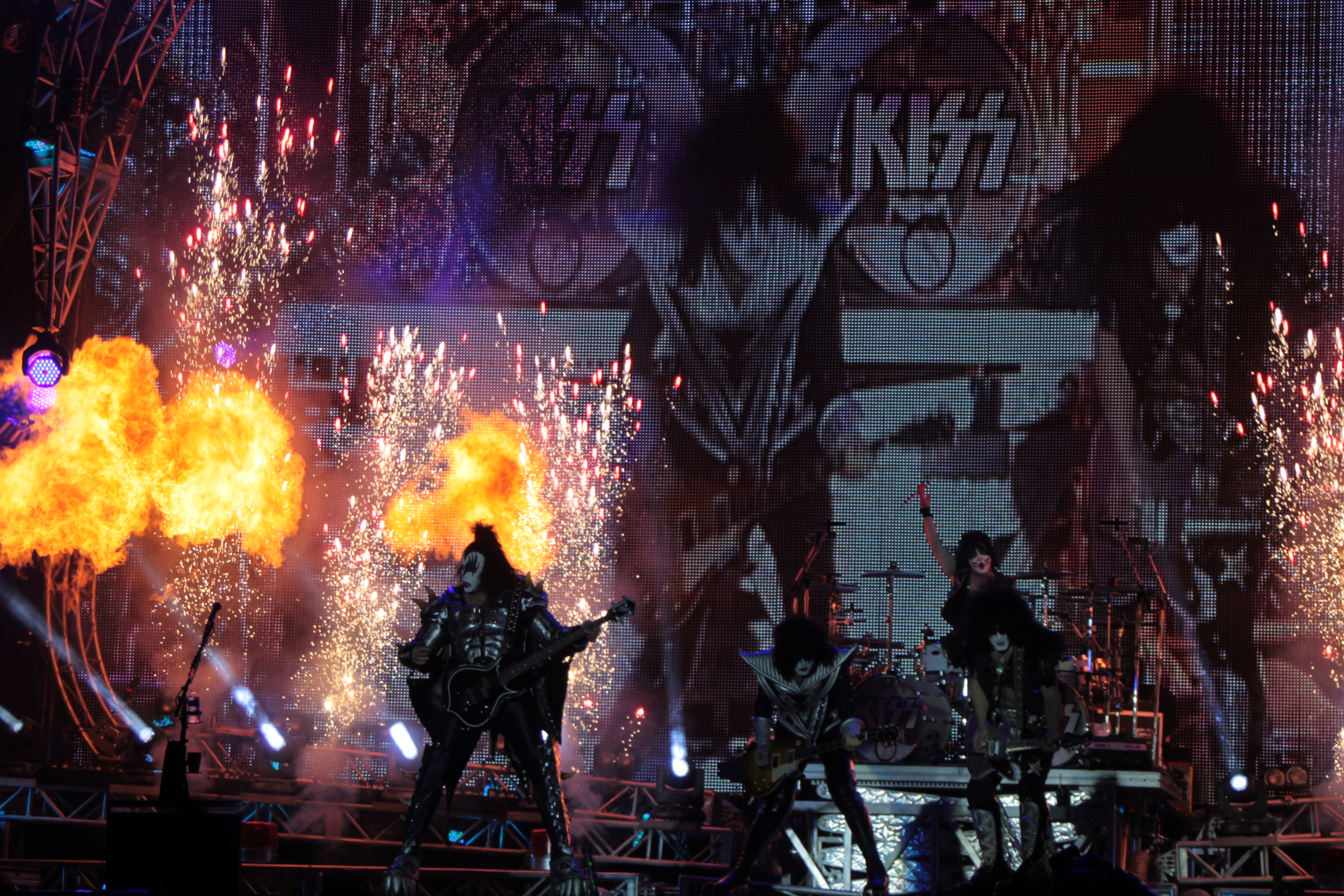
I Kiss durante un concerto all'Hellfest il 22 giugno 2013, anno del loro quarantesimo anniversario.

Nel 2014 sono stati introdotti nella Rock and Roll Hall of Fame. I Kiss compaiono anche come guest stars nel cartone animato del 2015 Scooby-Doo e il mistero del Rock'n'Roll, mentre nel 2016 i soli Paul Stanley e Gene Simmons partecipano al film di John Hamburg Proprio lui?. Nella serata finale del Festival di Sanremo 2016 vengono omaggiati dal gruppo Elio e le Storie Tese, che si presentano travestiti da loro sul palco del Teatro Ariston di Sanremo.

### I 40 anni
Il 2013 è l'anno in cui i Kiss compiono il loro quarantesimo anno di attività. Per celebrare questo traguardo, il 28 febbraio danno inizio alla parte australiana del Monster Tour. Il tour si apre a Perth e si chiude a Mackay, il 16 del mese successivo. In questa parte del tour come opening act ci sono i Mötley Crüe e i Thin Lizzy. Nel periodo compreso tra la fine della prima parte del tour e l'inizio della seconda parte del tour, quella Europea, Paul Stanley e il manager dei Kiss, Doc McGhee inventano quella che sarà dunque la scenografia della parte europea del tour, quella canadese e quella statunitense. Si tratta di un palco immenso con un ragno meccanico che sputa fuoco e fuochi da tutte le parti. In più, come al solito, è presente un megaschermo situato sul fondo del palco. La parte europea del Monster Tour si apre a Stoccolma il 1º giugno e si chiude il 22 dello stesso mese a Clisson, in Francia. Suonano in Italia in due date una il 17 giugno a Codroipo e l'altra il giorno dopo al Forum di Assago a Milano. Il 5 luglio riprendono il Monster Tour da Victoria, in Canada. Dopo quasi due mesi di concerti, il 18 agosto chiudono la parte canadese-statunitense del tour con un concerto al Seminole "Hard Rock Hotel & Casino" di Hollywood. Nel 2014 il gruppo ha pubblicato la raccolta Kiss 40, la quale racchiude una canzone per ogni album pubblicato dal gruppo; sempre in occasione dei 40 anni i Kiss hanno organizzato un tour assieme ai Def Leppard.

### L'End of the Road World Tour
Nel settembre 2018, dopo essersi esibiti ad America's Got Talent, i Kiss annunciano l'End of the Road World Tour, come da titolo il tour di addio, dalla durata di due anni.
(Paul Stanley)
Il tour si è svolto in maniera regolare per tutto il 2019, prima di interrompersi bruscamente a causa della pandemia di COVID-19 nei primi mesi del 2020. L'unica altra data dell'anno è stato il concerto di capodanno in streaming dall'Hotel Atlantis di Dubai: il live è stato trasmesso in alta definizione da oltre cinquanta telecamere in 4K, con una scenografia mastodontica comprendente, oltre a un palco di circa 250 metri quadrati di ampiezza, uno spettacolo pirotecnico da un milione di dollari entrato nel Guinness dei primati. L’ultimo concerto si è tenuto al Madison Square Garden di New York il 2 dicembre 2023.
Dopo l'ultimo concerto, i Kiss hanno aperto una "nuova era" del gruppo, grazie a degli avatar che "potrebbero virtualmente fare contemporaneamente tre concerti in tre città diverse di tre diversi continenti", avatar in via di sviluppo dalla Industrial Light & Magic.

### Il ritorno sulle scene
A marzo 2025 i Kiss confermano inaspettatamente il loro ritorno sulle scene per un concerto evento che si terrà a Las Vegas tra il 14 e il 16 novembre dello stesso anno, in occasione del 50° anniversario della fondazione della Kiss Army, il fan club dei Kiss più grande e più iconico al mondo, nel quale però non indosseranno il loro tipico trucco.

## Stile musicale
Tra i precursori nonché capostipiti del pop metal, i Kiss hanno proposto un repertorio orecchiabile e aggressivo composto di brani che "possono sfiorare la furia selvaggia dei MC5". Sebbene esponenti della musica hard & heavy la loro musica è molto debitrice dell'easy listening, del pop e del bubblegum pop. Inoltre, i Kiss amavano definirsi "il più grande spettacolo rock and roll di sempre", mentre altri li hanno classificati fra gli esponenti dell'hard rock, del glam rock, del pop metal e dell'arena rock. Il loro stile musicale ha subito diversi cambiamenti lungo la loro carriera. Dopo i primi album hair metal, i Kiss hanno virato verso un suono più commerciale e meno violento a partire dalle pubblicazioni che seguono il terzo Dressed to Kill (1975). Dei primi anni ottanta si contano la parentesi più pop di Unmasked (1980) e l'ambizioso rock progressivo di Music from "The Elder" (1981); seguirà nello stesso decennio un ritorno allo stile duro degli esordi. Più tardi sarebbero usciti Crazy Nights (1987), che segue il formato album-oriented rock e Hot in the Shade (1989), definito un album di "hard 'n' roll".

## Formazione

### Attuale
- Paul Stanley – voce, chitarra ritmica (1973–2023; 2025–presente)
- Gene Simmons – voce, basso (1973–2023; 2025–presente)
- Tommy Thayer – chitarra solista, cori (2002–2023; 2025–presente)

### Ex-membri
- Ace Frehley – chitarra, cori (1973–1982, 1996–2002)
- Vinnie Vincent – chitarra, cori (1982–1984)
- Mark St. John – chitarra (1984)
- Bruce Kulick – chitarra, cori (1984–1996)
- Peter Criss – batteria, percussioni, cori (1973–1980, 1996–2001, 2002–2004)
- Eric Carr – batteria, percussioni, cori (1980–1991)
- Eric Singer – batteria, cori (1991–1996; 2001–2002; 2004–2023)

### Ex-turnisti
- Anton Fig – batteria, percussioni (1980)

## Trucchi
La band è famosa per i suoi caratteristici trucchi facciali, ognuno dei quali rappresenta un personaggio. I quattro personaggi originali erano The Starchild, The Demon, The Spaceman e The Catman. La band in precedenza includeva la pratica di dare a tutti i nuovi membri un nuovo personaggio, come The Fox per Carr e The Ankh Warrior per Vincent; questa pratica è stata interrotta dopo che Singer e Thayer hanno assunto i personaggi di Frehley e di Criss.

Durante il 1973-74, Stanley ha usato occasionalmente un trucco alternativo chiamato The Bandit per servizi fotografici selezionati e spettacoli dal vivo dopo che Neil Bogart, capo della Casablanca Records, gli ha suggerito di usare un design simmetrico come quelli del resto della band. Durante questo periodo stava ancora usando il trucco Starchild, a volte anche usando entrambi i modelli negli stessi servizi fotografici. Nel 1974, egli ha smesso di usare The Bandit in modo permanente. Sulla copertina dell'album omonimo di debutto, Criss ha usato una variazione drasticamente diversa del suo trucco da Catman (soprannominato The Pantomime Cat). Carr originariamente doveva essere The Hawk. Oggi esistono foto di Carr con questo trucco e anche una di un manichino che Stanley aveva allestito. A differenza del Bandit e del Pantomime Cat, questo design alternativo non è mai stato utilizzato in nessuna occasione ufficiale. Il trucco The Hawk è stato preso in considerazione anche per Vincent e Singer. Mark St. John e Bruce Kulick non usarono mai trucchi, poiché furono presenti in formazione solo nel periodo in cui la band non utilizzò trucchi (dal 1983 al 1996).

The Starchild (Il Figlio Delle Stelle) - Paul Stanley
The Demon (Il Demone) - Gene Simmons
The Spaceman (L'Uomo Dello Spazio) - Ace Frehley e Tommy Thayer
The Catman (L'Uomo Gatto) - Peter Criss e Eric Singer
The Fox (La Volpe) - Eric Carr
The Ankh Warrior (Il Guerriero Ankh) - Vinnie Vincent

## Discografia
- 1974 - Kiss
- 1974 - Hotter than Hell
- 1975 - Dressed to Kill
- 1976 - Destroyer
- 1976 - Rock and Roll Over
- 1977 - Love Gun
- 1978 - Ace Frehley
- 1978 - Paul Stanley
- 1978 - Peter Criss
- 1978 - Gene Simmons
- 1979 - Dynasty
- 1980 - Unmasked
- 1981 - Music from "The Elder"
- 1982 - Creatures of the Night
- 1983 - Lick It Up
- 1984 - Animalize
- 1985 - Asylum
- 1987 - Crazy Nights
- 1989 - Hot in the Shade
- 1992 - Revenge
- 1997 - Carnival of Souls: The Final Sessions
- 1998 - Psycho Circus
- 2009 - Sonic Boom
- 2012 - Monster

## Home Video
- 1997 - Hell in the Asylum (Music Video)
- 1997 - Kissaholic Killers (Music Video)
- 1997 - Rock N Roll Thru the Night (Music Video)
- 1997 - Kiss of Death (Music Video)
- 1998 - Unmasked Revenge: Interview Sessions (Music Video)
- 1998 - Unmasked: Covered in Scandinavia (Music Video)
- 1999 - Tale of the Fox (Thoughtscape)
- 2000 - Killer Kiss (Music Video)
- 2000 - Unauthorized (Brentwood)
- 2000 - Hell's Guardians: Interviews (Music Video)
- 2001 - Rock and Roll Legends (BCI)
- 2001 - The Vintage (Music Video)
- 2002 - Live in Las Vegas (Music Video)
- 2003 - Unauthorized Part 2
- 2003 - Live at the Sydney Showgrounds 1980
- 2003 - Lost Concert (Passport)
- 2004 - 20th Century Masters (DVD Collection, Mercury)

## Tournée
- 1973 – Club Tour
- 1974 – Kiss Tour
- 1974-1975 – Hotter than Hell Tour
- 1975 – Dressed to Kill Tour
- 1975-1976 – Alive! Tour
- 1976 – Destroyer Tour
- 1976-1977 – Rock & Roll Over Tour
- 1977 – Love Gun Tour
- 1977-1978 – Alive II Tour
- 1979 – Dynasty Tour
- 1980 – Unmasked Tour
- 1982-1983 – Creatures of the Night Tour
- 1983-1984 – Lick It Up Tour
- 1984-1985 – Animalize Tour
- 1985-1986 – Asylum Tour
- 1987-1988 – Crazy Nights Tour
- 1990 – Hot in the Shade Tour
- 1992 – Revenge Tour
- 1994-1995 – Kiss My Ass Tour
- 1996-1997 – Alive/Worldwide Tour
- 1998-1999 – Psycho Circus Tour
- 2000-2001 – Kiss Farewell Tour
- 2003 – World Domination Tour
- 2004 – Rock the Nation Tour
- 2006 – Rising Sun Tour
- 2007 – Hit'n Run Tour
- 2008-2009 – Kiss Alive/35 World Tour
- 2010 –  Sonic Boom Over Europe Tour
- 2010-2011 – The Hottest Show on Earth
- 2012 – The Tour, con i Mötley Crüe
- 2012-2013 – Monster Tour
- 2014-2015 – Kiss 40th Anniversary Tour
- 2016 – Freedom to Rock Tour
- 2017-2018 – Kissworld Tour
- 2019-2023 – End of the Road World Tour